# Atsch
Atsch oder die Atsch ist ein Stadtteil von Stolberg (Rhld.) in der Städteregion Aachen mit 4.066 Einwohnern. 

## Geografie
Der Stadtteil Atsch liegt teilweise auf einer Anhöhe zwischen Brander Wald, Propsteier Wald und Würselener Wald. Am südlichen Ortsrand fließt die Inde. Hier wird die Inde ab der Einmündung der Vicht bachaufwärts auch Münsterbach genannt. Die Reichsabtei Kornelimünster war im Mittelalter der Eigentümer umfangreicher Ländereien, das Münsterländchen. In alten Karten ist der Bach als Münsterbach bezeichnet. Das Münsterbachtal, die Münsterbachstraße als auch das Naturschutzgebiet Münsterbach sind danach benannt.

## Name
Die Herkunft des Ortsnamens ist nicht eindeutig geklärt. Das weibliche Geschlecht der Atsch trägt nicht weiter zur Deutung bei, da der Name meist in Verbindung mit Eschen als Ursprung gebracht wird. Unbelegt und zweifelhaft ist die auch vermutete Herkunft von dem gallischen Ort Atuatuca, wo das legendäre Schlachtfeld der Antike zu finden sei.

## Geschichte
Das Gebiet der Atsch blickt auf eine lange Bergbautätigkeit zurück. Seit keltischer und römischer Zeit sind Abbaugebiete von Kohle betrieben worden und damit sind auch Siedlungsreste dieser Epoche belegt. Am Ortsausgang Richtung Verlautenheide/Würselen sind Reste der Römerstraße von Aachen nach Jülich erhalten, des Weiteren ist ein römisches Gräberfeld zwischen Igelweg und Würselener Straße bekannt. Unweit davon sind je ein keltischer und ein römischer Grabhügel erhalten.
Die erste Erwähnung der St. Sebastianus-Kapelle, die bis ins 18. Jh. Bestand hat, datiert ins Jahr 1474.
In den so genannten Hövvelen (hochdeutsch = die Hügel), zwischen Mozart- und Hammstraße, finden sich Pingen als Überbleibsel mittelalterlicher bzw. frühneuzeitlicher Bergbautätigkeit. Denn die Atsch liegt im Bereich von Steinkohlevorkommen im westlichen Teil des Indereviers. 1845 wurde hier im Bereich des Atscher Dreiecks die Grube Atsch eingerichtet, welche 1860 ihre maximale Teufe von 220 m erreichte und 1870 wegen mangelnder bauwürdiger Kohlevorräte aufgegeben wurde. Von ihr ist heute der zentrale Bauteil als Wohngebäude erhalten.
Während der französischen Annexion des Rheinlands von 1794 bis 1815 gehörte die Atsch zur Mairie Forst im Kanton Borcette im Département de la Roer.

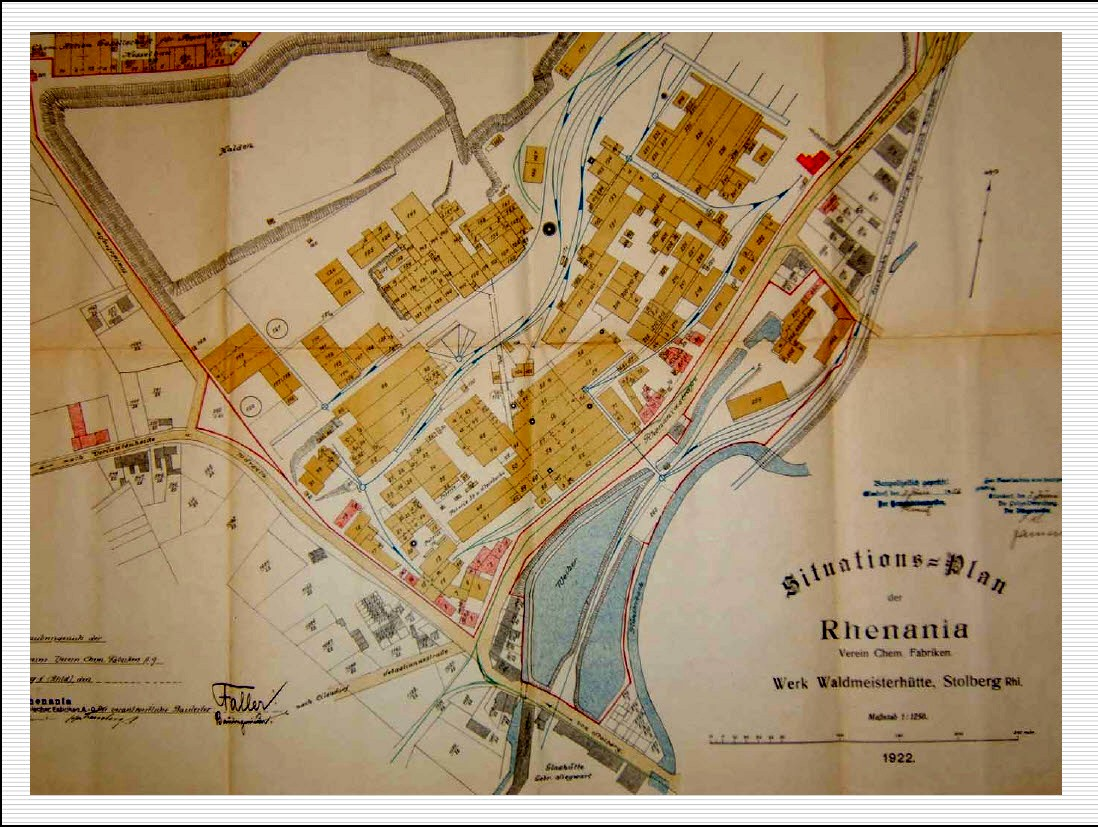
Werk Waldmeisterhütte der Rhenania

Neben dem Bergbau siedelten sich im Bereich zwischen dem Verkehrsknotenpunkt Atsch Dreieck und dem Bahnhof Stolberg im 19. Jahrhundert verschiedene Industriezweige an und sorgen damit für die rasche Entwicklung dieses Industrieortes. So unterhielt die Kali Chemie AG hier ein großes Werk (Chemische Fabrik Rhenania) und auch die Atscher Mühle befand sich hier, wurde jedoch bereits in der zweiten Hälfte des 19. Jahrhunderts geschlossen. Von ihr sind zwei bruchsteinerne Hochöfen im Berthold-Wolff-Park als Baudenkmäler erhalten.

Bf. Atsch, ehemaliger Bahnhof der Aachener Industriebahn für die Schienenstrecke Stolberg-Kohlscheid

Von 1875 bis 1888 gab es an der Steinbachstraße einen an der Bahnstrecke Stolberg–Kohlscheid gelegenen Bahnhof Stolberg-Atsch sowie von 1955 bis 1960 einen an der Bahnstrecke Stolberg–Walheim gelegenen Haltepunkt an der Eisenbahnstraße für den damals verkehrenden Schienenbus.
Im Jahr 1897 wurde die Kleinbahnstrecke Bf Eschweiler–Eschweiler Rathaus–Atsch–Eilendorf in Betrieb genommen. Am 6. Oktober 1969 ist sie stillgelegt und die Linie auf Omnibusbetrieb umgestellt worden.
Als Loslösung von der eilendorfschen Kirchengemeinde wurde von 1900 bis 1901 die St. Sebastianuskirche nach dem alten Atscher Patron errichtet und bildete bald ein neues Zentrum des Stadtteils, der sich nun entlang der Sebastianusstraße auszudehnen begann.
Im Jahre 1935 kam die Atsch im Zuge einer Gebietsreform innerhalb des damaligen Landkreises Aachen von Eilendorf an die Stadt Stolberg und bildet seitdem den nordwestlichen Zipfel des Stadtgebiets.
An der Sebastianusstraße wurde in den 1930er Jahren ein umfangreiches Neubaugebiet mit Einfamilienhäusern erschlossen, dem sich in den 1960–1970er Jahren weitere Ortserweiterungen gen Eilendorf anschlossen.
Der Atscher Pfarrer Fritz Keller wurde 1941 als Widerstandskämpfer gegen die Nationalsozialisten ins Konzentrationslager Dachau gebracht und ist nach weiterer Haft in Aachen 1943 in seiner Zelle gestorben. Nach ihm ist die Pastor-Keller-Straße in Atsch benannt. Dem jüdischen Stolberger Geschäftsmann Berthold Wolff ist der gleichnamige Park in Atsch gewidmet.

## Einrichtungen

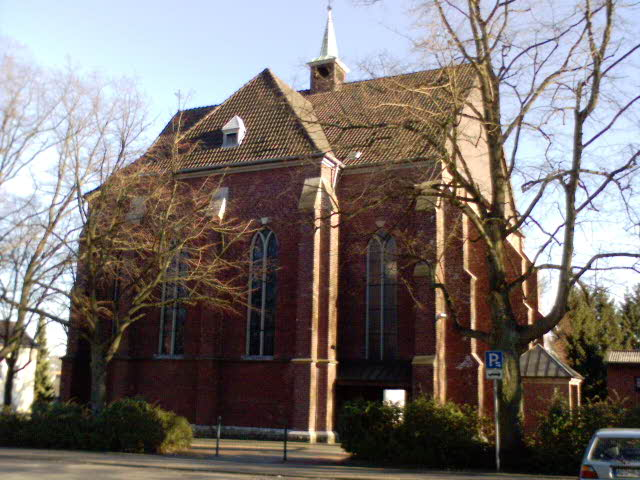
Katholische Kirche St. Sebastianus

An der Sebastianusstraße befindet sich die katholische Pfarrkirche St. Sebastianus, daneben liegt der katholische Kindergarten mit angeschlossenem Jugendheim. Der städtische Kindergarten ist in der Mozartstraße untergebracht. Außerdem gibt es die Katholische Grundschule Würselener Straße, neben der sich die Mehrzweckhalle befindet. An der Schneidmühle befindet sich ein islamisches Gebetshaus. Der Atscher Friedhof liegt in der Friedhofstraße, ein weiterer ist der Städtische Zentralfriedhof an der Buschmühle.

## Freizeit und Sport
Die Atscher Mehrzweckhalle dient Sport- und Kulturveranstaltungen. Ein Sportplatz findet sich in der Hammstraße. Südlich des Ortes gibt es das Münsterbusch zwischen Hamm und Haumühle (ACK-015), das eine vielfältige Auenlandschaft aufweist, nordwestlich liegt der Würselener Wald als ausgedehntes Spaziergebiet. Die Steinbachstraße führt ins Naturschutzgebiet Saubach in der Nähe des Guts Steinbachshochwald. An der Eisenbahnstraße dienen die alten Staubecken der ehemaligen Atscher Mühle als Fischweiher.

## Sehenswürdigkeiten
Von der umfassenden und alten Industriegeschichte zeugen als letzte Baudenkmäler die Glühöfen der Atscher Kupfermühle im Berthold-Wolff-Park. Sie waren ursprünglich eingebettet in ein weitläufiges Fabrikareal, das nun den Park bildet. Der Stolberger Hauptbahnhof ist ein repräsentativer zweiflügliger Bau von 1888. Nach seiner Restaurierung 2013 zeigt sich wieder die sehenswerte Architektur aus gelbem Ziegelmauerwerk.

## Wirtschaft

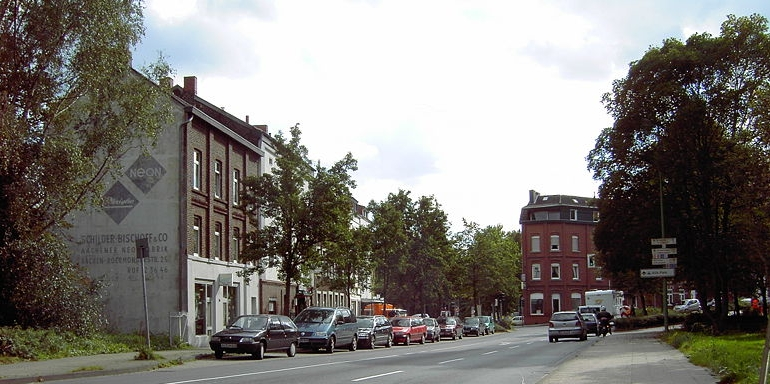
Blick auf Atsch Dreieck aus Richtung Stolberg (Rhld.) Hbf

Die Atsch als alter Industrieort weist auch heute noch verschiedene Industriestandorte, mit klein- und mittelständischer Industrie, auf. Zwischen Atsch und Kohlbusch liegt der Gewerbepark Hamm-Mühle, an der Rhenania- und der Hasencleverstraße sind zahlreiche Betriebe angesiedelt. Im Norden der Atsch erschließt die Stadt Stolberg auf dem ehemaligen Gelände des belgischen Kasernengeländes Camp Astrid ein weiteres Gewerbegebiet mit Anschluss an das Schienennetz bzw. an den Güterbahnhof Stolberg der EVS Euregio Verkehrsschienennetz.

## Verkehr
Die nächsten Anschlussstellen sind Eschweiler-West auf der A 4, Würselen/Verlautenheide auf der A 544 und Aachen-Brand auf der A 44. Der nächste Bahnhof ist die Euregiobahn-Station Stolberg-Schneidmühle und der DB-Bahnhof bzw. EVS Bahnhof Stolberg (Rheinl) Hbf.
Die AVV-Buslinien 1, 22, 25, 38, 40, 42 und 62 der ASEAG verbinden Atsch mit Stolberg-Mitte, Verlautenheide, Eilendorf, Brand und Aachen-Mitte. Zusätzlich verkehrt in den Nächten vor Samstagen sowie Sonn- und Feiertagen die Nachtexpresslinie N8 der ASEAG, wobei die Linien 40 und 62 nur die Haltestelle Atsch Schlossberg bedienen und die Linie 42 nur die Haltestelle Atsch Büchel bedient.
| Linie | Verlauf |
| ----- | --- |
| 1     | Uniklinik – Westbahnhof – Ponttor – Aachen Bushof – Ludwig Forum – Talbot – Haaren – Verlautenheide – Atsch – Stolberg Mühlener Bf – Stolberg Altstadt – Binsfeldhammer – Bernardshammer – Vicht – Fleuth – Mausbach – Diepenlinchen – Werth – Gressenich – Schevenhütte                   |
| 22    | Campus Melaten – Hörn – Muffet – Elisenbrunnen – Aachen Bushof – Kaiserplatz – Josefskirche – Kennedypark – Geschwister-Scholl-Gymnasium – Eilendorf – Atsch – Stolberg Mühlener Bf |
| 25    | Vaals (NL) – Vaalserquartier (D) – Westfriedhof – Schanz – Elisenbrunnen – Aachen Bushof – Kaiserplatz – Bf Rothe Erde – Forst – Brand – Freund – Büsbach – Stolberg Altstadt – Stolberg Mühlener Bf (– Atsch Dreieck)                                                                     |
| 38    | Stolberg Altstadt – Stolberg Mühlener Bf – Atsch Dreieck – Stolberg Hbf |
| 40    | Stolberg Mühlener Bf – Zinkhütter Hof – (Kohlbusch –) Münsterbusch – Liester – Stolberg Altstadt – Stolberg Krankenhaus |
| 42    | (Schevenhütte →) Gressenich Kapelle – Krewinkel – Mausbach – Fleuth – / (Zweifall – Münsterau –) Vicht – Breinigerberg – Breinig – Dorff – Büsbach – Liester – Münsterbusch – Zinkhütter Hof – Stolberg Mühlener Bf – (Velau – Stolberg Hbf) / (Birkengang – Stolberg Hans-Böckler-Straße) |
| 62    | Stolberg Krankenhaus – Stolberg Mühlener Bf – Zinkhütter Hof – (Kohlbusch –) Münsterbusch – Liester – Büsbach Kirche – Büsbach Brockenberg |
| N8    | Nachtexpress: nur in den Nächten vor Samstagen sowie Sonn- und Feiertagen (Elisenbrunnen →) Aachen Bushof – Kaiserplatz – Josefskirche – Geschwister-Scholl-Gymnasium – Eilendorf – (Münsterbusch → Zinkhütter Hof → / Atsch ←) Stolberg Rosental                                          |

Der Bahnhof Stolberg-Atsch lag an der Bahnstrecke Stolberg–Kohlscheid. Der Haltepunkt Stolberg-Atsch hingegen lag an der Bahnstrecke Stolberg–Walheim.

## Vereine
- ATV – Allgemeiner Turnverein Stolberg-Atsch 1896 e. V.
- ASA Atsch 1919 e. V. – Fußballverein, Kreisliga B Aachen Gruppe 4 (Stand: 29. August 2010)
- Stadtfischereiverein Stolberg e. V.

## Söhne und Töchter des Ortes
- Heinz Bennent (1921–2011), Schauspieler